# Oswald Schneidratus (Architekt)
Oswald Schneidratus (* 13. August 1881 in Berlin; † 22. August 1937 in Moskau) war ein deutscher Bauingenieur und Architekt. Mit seiner politischen Emigration 1924 in die Sowjetunion importierte er als erster Architekt zugleich das Gedankengut des Bauhauses in die UdSSR. Am 22. August 1937 wurde er im Zuge der sogenannten Deutschen Operation des NKWD wegen angeblicher „konterrevolutionärer-trotzkistischer Tätigkeit“ zum Tod verurteilt und am selben Tag auf dem militärischen Übungsgelände Butowo bei Moskau durch Erschießen hingerichtet. Am 24. Dezember 1954 wurde Oswald Schneidratus posthum rehabilitiert.

## Biografie

### Familie und Ausbildung
Der Architekt Oswald Schneidratus war der Sohn von Oswald Schneidratus und dessen Ehefrau. Sein 1934 gestorbener Vater war während des Ersten Weltkriegs leitender ziviler Angestellter der kartografischen Abteilung des deutschen Generalstabs. Er besuchte in Berlin die Schule und absolvierte dort eine technische Fachschule. Schneidratus war verheiratet mit Elisabeth Schneidratus geb. Kamischke (1890–1975). Der Ehe entstammten der Sohn Werner Schneidratus (1908–2001) und die Tochter Ilse Schneidratus (1913–1987).

### Berufliche Tätigkeit in Berlin, 1907 bis 1916
Von 1907 bis 1909 war Oswald Schneidratus als Lehrer an einer Betriebsberufsschule für Bauwesen und von 1909 bis 1916 als leitender Angestellter verschiedener Baugeschäfte in Berlin und Hamburg tätig.

### Erster Weltkrieg, Novemberrevolution und Emigration
Oswald Schneidratus war Mitglied der SPD bzw. USPD und des Spartakusbunds. Wegen öffentlicher Proteste gegen den Ersten Weltkrieg wurde er 1916 bis 1918 zum Frontdienst in einem Strafbataillon verurteilt. Während der Novemberrevolution 1918 war er Führungsmitglied des Arbeiter- und Soldatenrats Berlin. Sofort nach ihrer Gründung trat er 1919 in die KPD ein und wurde Stadtverordneter der KPD in Berlin-Friedenau. An der illegalen, teilweise bewaffneten Tätigkeit der KPD – so auch an der Vorbereitung des von der KPD für 1923 landesweit geplanten Aufstands („Deutscher Oktober“) – war Oswald Schneidratus als Regionalkommandeur des geheimen M-Apparats der KPD aktiv beteiligt.
Beruflich war er von 1919 bis 1922 als technischer Leiter einer Berliner Wohnungsbaugenossenschaft und von 1922 bis 1924 in der Handelsvertretung der UdSSR in Deutschland als stellvertretender Leiter der Abteilung Objektschutz tätig. 
1924 wurde parteiintern bekannt, dass Oswald Schneidratus gemeinsam mit Hugo Eberlein und anderen KPD-Funktionären die Verhaftung drohte. Es blieb der Familie nur die Flucht in die UdSSR, die als Übersiedlung im Rahmen der damaligen Anwerbung internationaler Experten vollzogen wurde.

### In der UdSSR, 1924 bis 1937
Oswald Schneidratus war einer der ersten deutschen Architekten, der einer groß angelegten sowjetischen Regierungskampagne zur Anwerbung ausländischer Experten zur Unterstützung des wirtschaftlichen Aufbaus im Land Folge leistete. Er wurde Mitglied der Kommunistischen Partei Russlands (Bolschewiki) und 1924 bis 1925 als „Republiksingenieur für Bauwesen“ (vergleichbar mit dem Rang eines Ministers) in Engels eingesetzt, der Hauptstadt der Autonomen Sozialistischen Sowjetrepublik der Wolgadeutschen. Von 1925 bis 1927 fungierte er als Chefingenieur der Hauptabteilung Elektrifizierung des Obersten Volkswirtschaftsrats der UdSSR.
1928 übernahm Oswald Schneidratus die Leitung des 1928 beim Bauausschuss des Obersten Sowjets der UdSSR eingerichteten „Zentralbüros für ausländische Konsultation (ZAK)“, das die Anwerbung ausländischer Experten koordinierte. Nach einer Recherche von Astrid Volpert war Oswald Schneidratus an der Anwerbung und Übersiedlung von mindestens 300 deutschen Architekten und Bauschaffenden beteiligt.
Nach einer Studie von Kurt Junghanns zählte die Sektion Ausländischer Architekten im Sowjetischen Architektenverband zwischen 1933 und 1936 ca. 800 bis 1000 Mitglieder. Etwa die Hälfte der ausländischen Architekten seien Deutsche gewesen (Ernst May, Hannes Meyer, Bruno Taut, Fred Forbat, Johann Wilhelm Lehr, Eugen Kaufmann, Kurt Liebknecht, Margarete Schütte-Lihotzky, Gerhard Kosel und andere mehr). Hauptgründe für die Tätigkeit renommierter Architekten in der UdSSR waren die damals vorherrschende Hoffnung auf die Umsetzung avantgardistischer und sozialistischer Vorstellungen vom Neuen Bauen und die durch die Weltwirtschaftskrise in den Heimatländern hervorgerufenen Existenzängste.

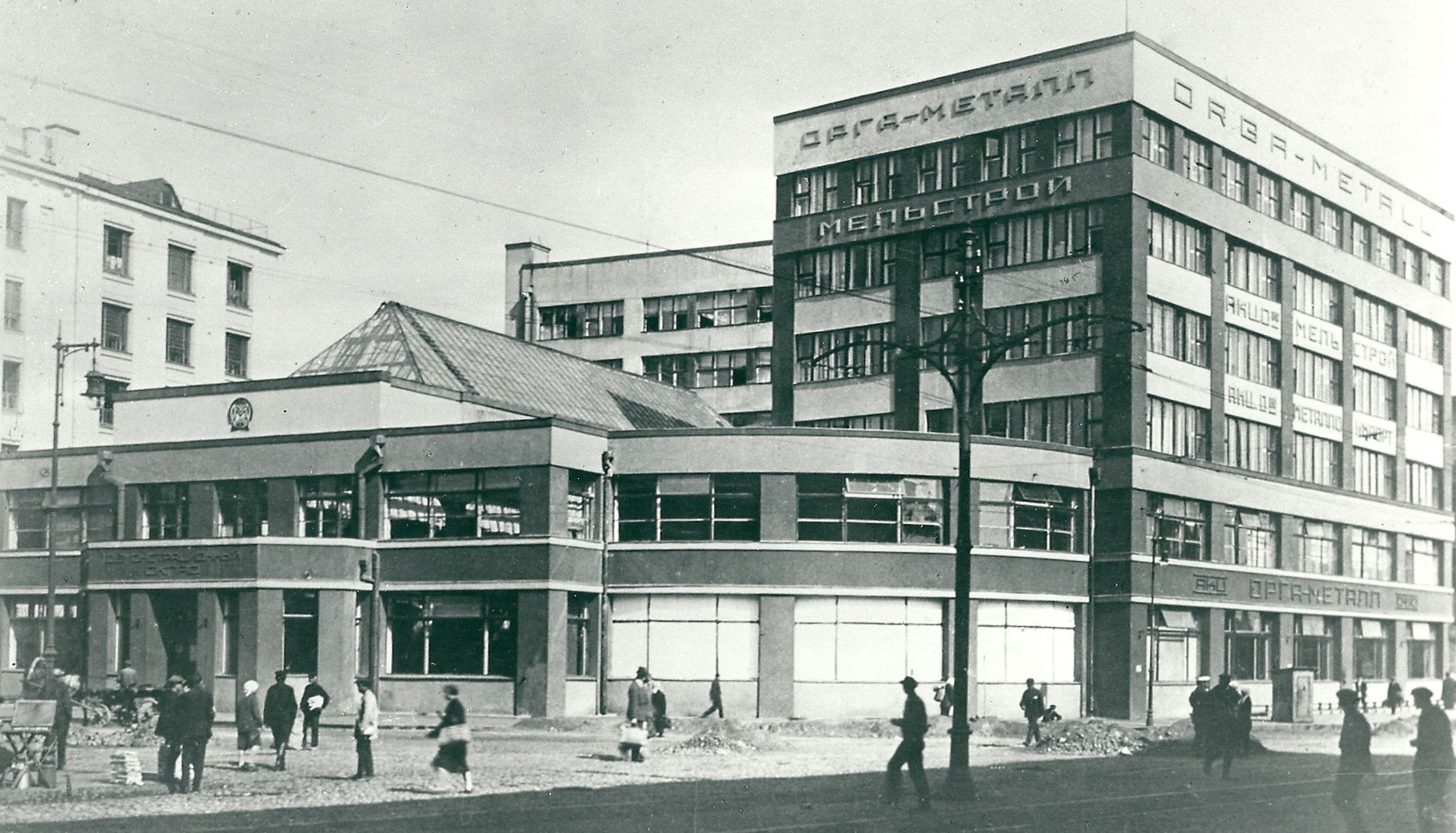
Bürogebäude Orga-Metall, Moskau (errichtet 1927/1928)

Auch für Oswald Schneidratus erfüllten sich zunächst die Hoffnungen. 1927/1928 gewann er die Ausschreibung zur Projektierung der Konzernzentrale der Aktiengesellschaft Orga-Metall in Moskau, die er – als erstes Gebäude einer solchen Dimension in der UdSSR – in der Formensprache des Bauhauses errichtete. Im Rahmen der von Lenin und Bucharin initiierten Neuen Ökonomischen Politik (NÖP) wurden in der sowjetischen Wirtschaft wieder einige privatwirtschaftliche Strukturen zugelassen, so auch die von Betrieben der Metallindustrie gegründete Aktiengesellschaft Orga-Metall.
1936 nahmen alle Mitglieder der Familie Schneidratus die sowjetische Staatsbürgerschaft an.
Auf der internationalen Konferenz zum 100. Jahrestag des Bauhauses vom 17. bis 19. April 2019 in Moskau widmete A. V. Slabucha seinen Beitrag der Tätigkeit von Oswald Schneidratus: Das bekannteste Bauwerk von Schneidratus in der UdSSR ist das Gebäude der Aktiengesellschaft Orga-Metall in Moskau in der Kalanchewskaja-Straße (1927–1928, zusammen mit D. I. Frenkel und B. A. Gaidu). Das Objekt erhielt damals eine negative Bewertung seiner Zeitgenossen und wurde unter anderem in der April-Ausgabe der Zeitschrift Moderne Architektur 1928 im Leitartikel Wie man nicht bauen sollte – eine Architektonische Kunstkammer aufgelistet. Heute ist es ein Denkmal der sowjetischen Architektur der 1920er Jahre, das als Bestandteil des kulturellen Erbes anerkannt und vom Staat geschützt ist.
Die Situation in der UdSSR änderte sich schlagartig mit Beginn des Großen Terrors 1936/1937. Die Mehrheit der ausländischen Experten verließ das Land, der größte Teil der Verbliebenen wurde inhaftiert und war Repressionen ausgesetzt.

### Verhaftung und Hinrichtung

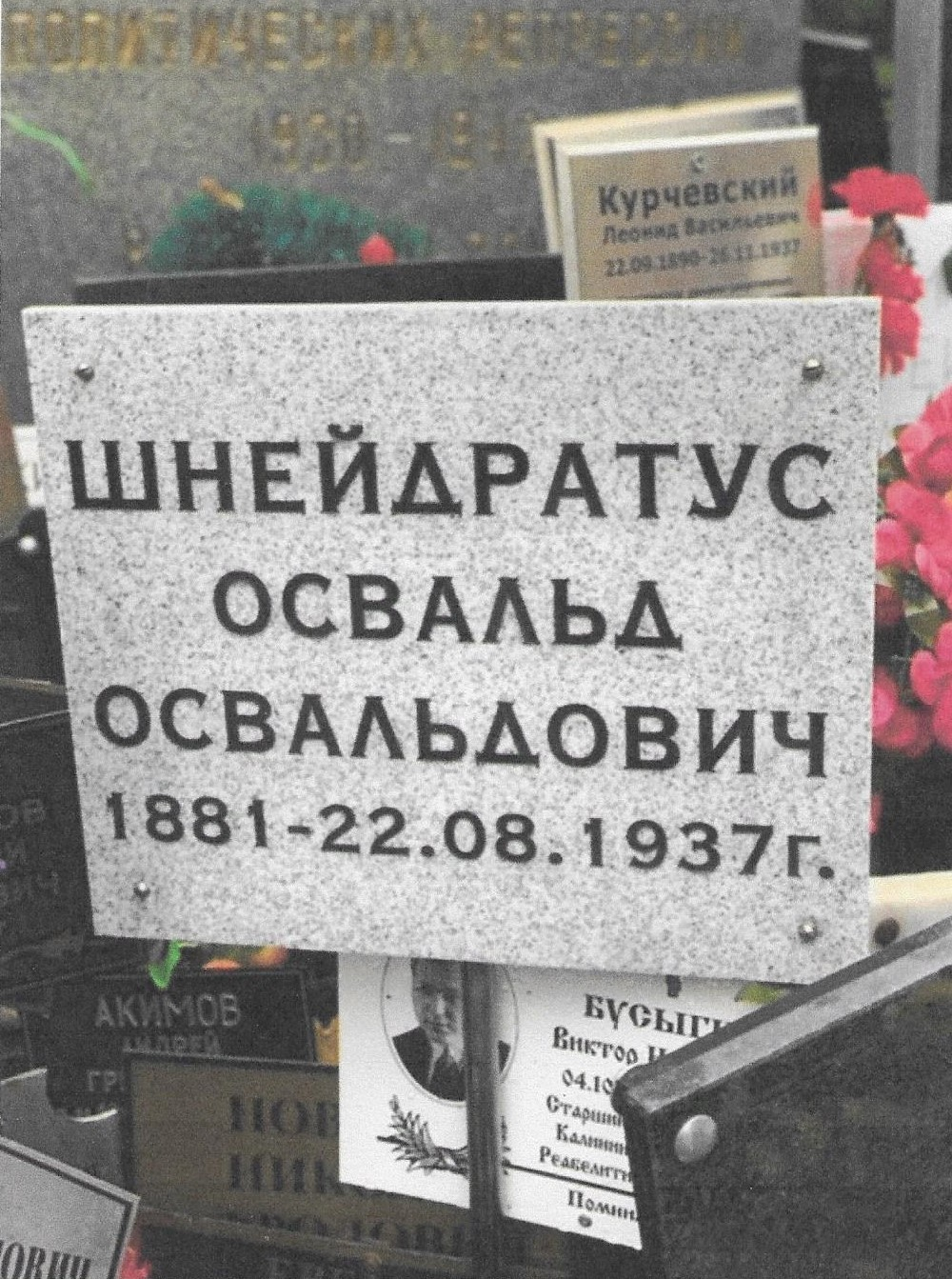
Schneidratus, Oswald Oswaldowitsch – Gedenktafel auf dem Donskoi-Friedhof in Moskau (2019)

Bei seiner Verhaftung war Oswald Schneidratus als Ingenieur und Architekt im Zentralen Wissenschaftlichen Forschungsinstitut für Industriebauten (ZNII) des Volkskommissariats für Schwerindustrie der UdSSR angestellt. Seine Adresse in Moskau war 1. Koptelski per. Nr. 9, Whg. 72. Oswald Schneidratus wurde am 5. Juni 1937 verhaftet, verhört und gefoltert. Ihm wurde vorgeworfen, bereits in Deutschland in den 1920er Jahren einer „Trotzkistischen Gruppe“ unter Führung von Ruth Fischer und Arkadi Maslow angehört zu haben. Die „konterrevolutionäre terroristische Tätigkeit“ habe er während seiner Tätigkeit in der Handelsvertretung der UdSSR in Deutschland 1922 bis 1924 und nach der Übersiedlung in die Sowjetunion 1924 systematisch weitergeführt.
Er wurde durch das Militärkollegium des Obersten Gerichts der UdSSR (WKWS SSSR) am 22. August 1937 wegen terroristischer Tätigkeit zum Tode durch Erschießen verurteilt und am selben Tag im Alter von 56 Jahren hingerichtet, seine Leiche wurde eingeäschert, die Asche im Massengrab Nr. 1 des Moskauer Krematoriums und Friedhofs Donskoi verscharrt.
Im damals einzigen Moskauer Krematorium Donskoi wurden wahrscheinlich mehrere Zehntausende Moskauer – ermordete politische Opfer des Stalinschen Terrors – eingeäschert. Aber auch viele der während des Terrors exekutierten Täter wurden hier verbrannt, andere Überlebende manchmal sogar in Ehren bestattet – oft in Sichtweite der Massengräber.
Am 24. Dezember 1955 wurde Oswald Schneidratus durch das WKWS SSSR rehabilitiert. Nach dem Zerfall der UdSSR begannen Angehörige, an den Massengräbern Gedenktafeln für die Ermordeten aufzustellen, so auch 2019 Freunde der Familie Schneidratus.

Rehabilitierung des Obersten Gerichts der UdSSR 1956
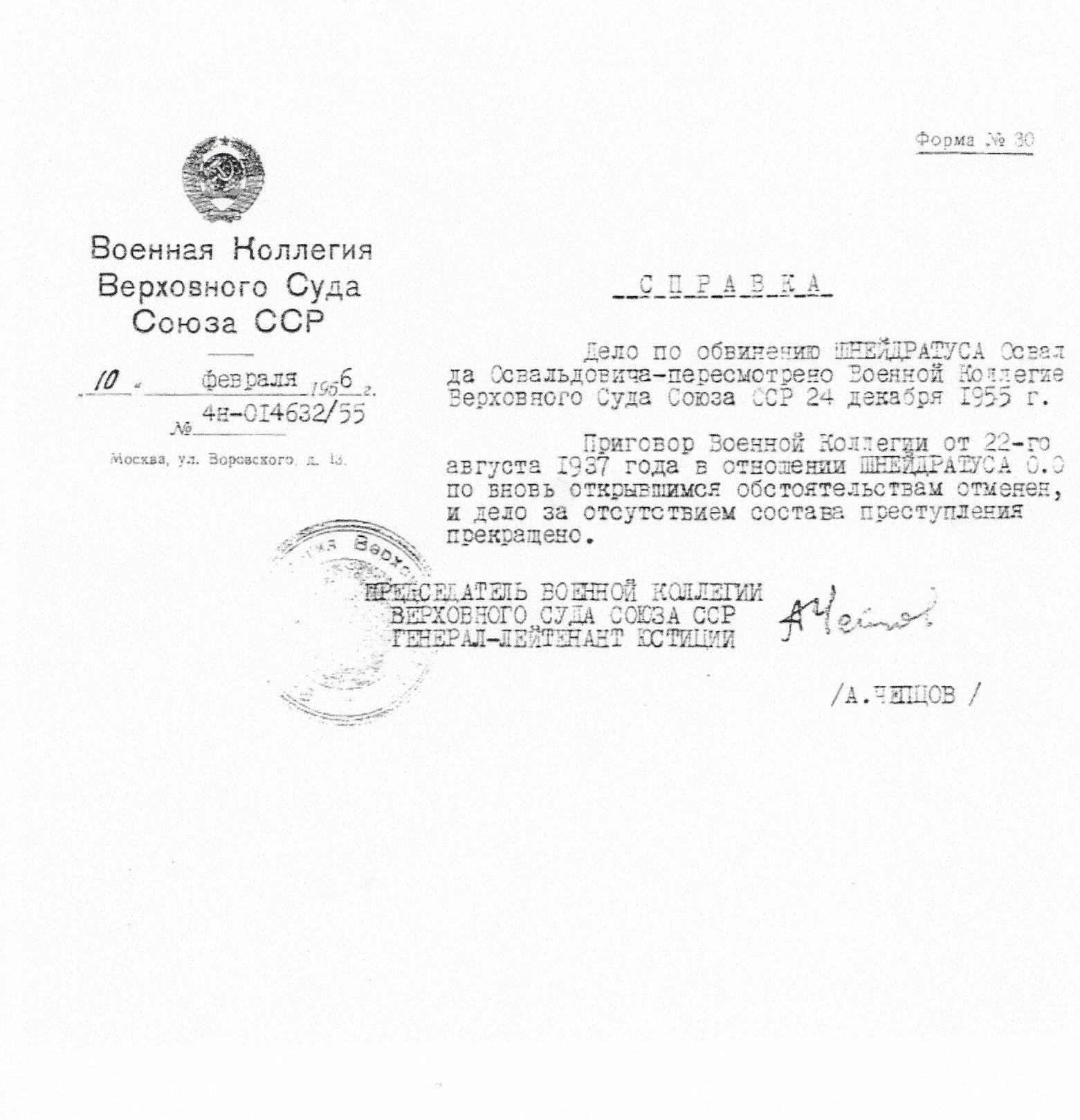
Schneidratus, Oswald Oswaldowitsch. Bescheinigung zur Rehabilitierung (Russisch)
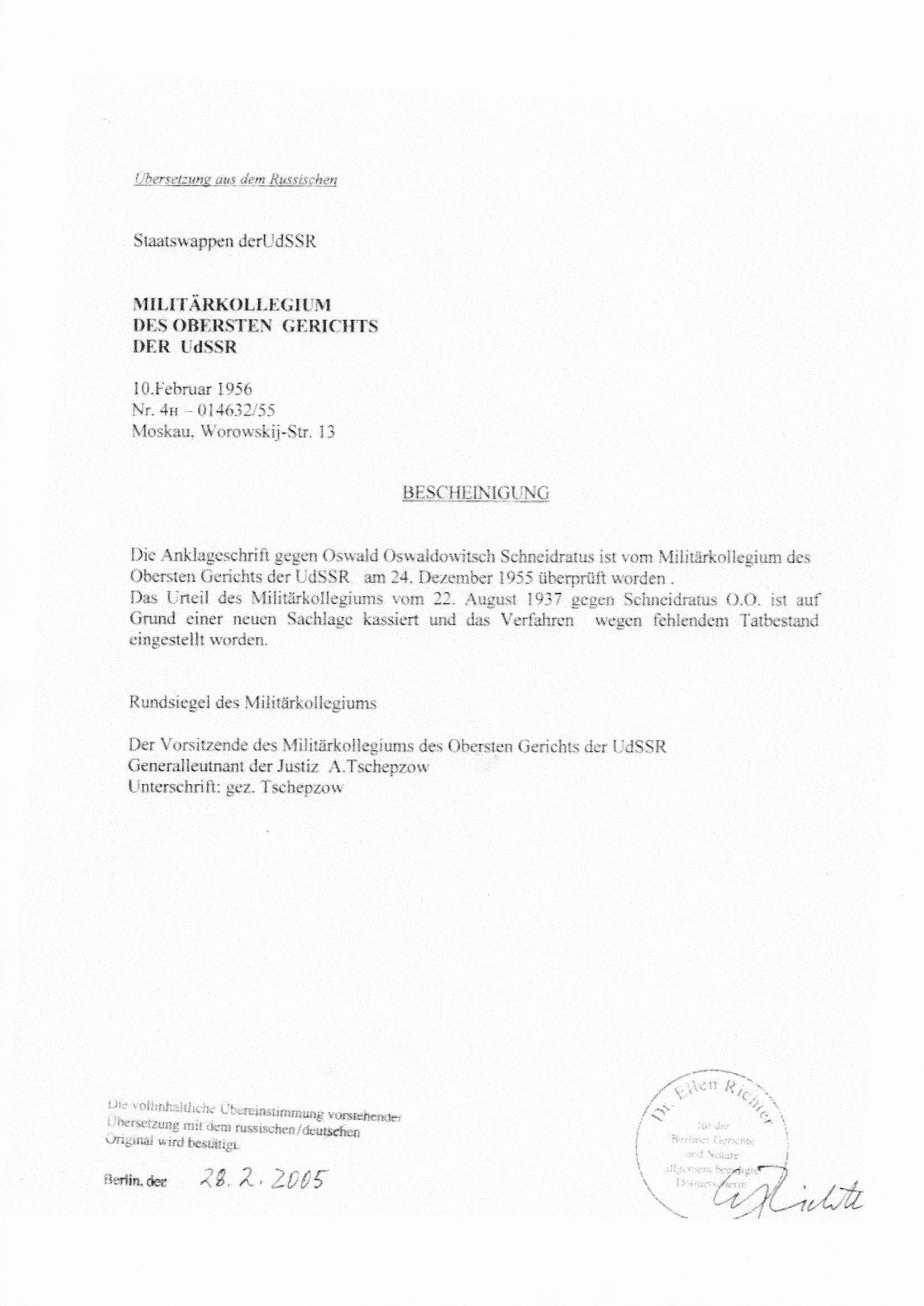
Schneidratus, Oswald Oswaldowitsch. Bescheinigung zur Rehabilitierung (Übersetzung aus dem Russischen)

### Familie
Oswald Schneidratus’ Frau übte verschiedene Tätigkeiten aus. Unter anderen war sie als Lehrerin an der deutschen Karl-Liebknecht-Schule in Moskau tätig. Nach der – damals verheimlichten – Hinrichtung ihres Mannes wurde sie zu einer mehrjährigen Haftstrafe im „Akmolinsker Lager für Frauen von Heimatverrätern“ (ALZHIR) in Akmol bei Astana (Kasachstan) verurteilt. Danach lebte sie in Moskau und starb dort 1975 im „Altersheim verdienter Bolschewiki“.
Ihr Sohn Werner Schneidratus (1908–2001) studierte Architektur in Moskau, beteiligte sich unter anderen am Großprojekt „Generalrekonstruktion Moskau 1933-1935“, war seit 1934 Oberstleutnant der Sowjetischen Armee, wurde 1937 unmittelbar nach der Hinrichtung seines Vaters verhaftet und zu 10 Jahren Arbeitslager verurteilt. 1949 wurde er erneut verurteilt und lebenslänglich nach Sibirien verbannt, wo er die ebenfalls verbannte Ukrainerin Jaroslawa Salik heiratete, und wo auch ihr Sohn, der spätere Diplomat Oswald Schneidratus, geboren wurde. Nach seiner Rehabilitierung 1955 siedelte er im Alter von 47 Jahren mit seiner Familie in die DDR über. Werner Schneidratus wurde hier ein renommierter Architekt, Professor und Mitglied der Bauakademie der DDR. Er starb im Alter von 92 Jahren in Berlin.
Ihre Tochter Ilse Schneidratus (1913–1987) absolvierte von 1935 bis 1940 ein Ingenieurstudium am Moskauer Luftfahrtinstitut und am Moskauer Institut für Maschinenbau. Von 1942 bis 1956 wurde sie wegen ihrer deutschen Nationalität nach Oktjabrski und Sterlitamak in der Baschkirischen Autonomen Sowjetrepublik (heute Baschkortostan) zur Zwangsarbeit in der Arbeitsarmee verbannt. Danach war sie bis 1973 als Ingenieurin im „Lenin-Schwermaschinenwerk“ in Sterlitamak tätig. Sie starb im Alter von 74 Jahren in Ufa, der Hauptstadt von Baschkortostan.